# Santos García Larragueta
Santos Agustín García Larragueta (Izurdiaga, 17 de agosto de 1925-Pamplona, 14 de septiembre de 2004) fue un paleógrafo, cronólogo, diplomatista, archivero e historiador español, además de catedrático de historia, paleografía y diplomática. En opinión de algunas investigadoras, «fue un gran especialista en la historia de las órdenes militares de San Juan de Jerusalén y del Temple en relación con Navarra, además de realizar importantes aportaciones a la Paleografía, Cronología y Diplomática medievales asturiana y navarra.» Fue también «miembro de la Comisión Internacional de Diplomática (sección del Comité Internacional de Ciencias Históricas).»

## Biografía
Hijo de padres maestros, realizó sus estudios de Filosofía y Letras en la Universidad de Valencia y se doctoró en la Universidad de Madrid en enero de 1953 con premio extraordinario.
Por oposición se hace catedrático de Escuela de Comercio en 1955 en la asignatura de Historia desempeñando en Oviedo y en Pamplona consecutivamente.
Su labor docente e investigadora estuvo inicialmente vinculada a Oviedo donde fue Catedrático de Historia en la Escuela de Comercio de esta ciudad y en donde también obtuvo la cátedra de Paleografía y Diplomática de la Universidad de Oviedo en julio de 1966 aunque permaneció en Navarra, desde 1957 hasta 1997 en que se jubiló. 
Trasladado a Pamplona, prosiguió impartiendo clases como catedrático de Historia en la Escuela de Comercio de esta ciudad, compaginando su labor con las clases impartidas en la Escuela de Historia del Estudio General que dio pasó años más tarde a la Universidad de Navarra donde dirigió, entre 1986 y 1990, el Departamento de Paleografía y Diplomática de la Facultad de Filosofía y Letras donde fue nombrado vicedecano de la misma. Además de todo elló estuvo ejerciendo la docencia hasta su jubilación y continuó siendo Profesor Honorario hasta su fallecimiento.

## Obras
Su trabajo ocupa dos áreas geográfico-históricas muy concretas: Oviedo y Navarra.
Respecto a Oviedo organizó los fondos documentales medievales del Archivo de la Catedral de Oviedo publicando con ellos dos de las obras más importantes para la historia medieval de Oviedo:
- Catálogo de los pergaminos de la Catedral de Oviedo (1957) y
- Colección de documentos de la Catedral de Oviedo (1962).

Otra importante obra para la ciudad fue Sancta Ovetensis. La Catedral de Oviedo, centro de vida urbana y rural en los siglos XI al XIII (1962).
Por otra parte, en 1961, el Ayuntamiento de Oviedo le concedió el primer premio del concurso que organizó con motivo del duodécimo centenario de la fundación de la ciudad de Oviedo por el artículo que García Larragueta publicó en el diario Ya que llevaba por título "¿Fundación o nacimiento de la ciudad de Oviedo?".
En lo que atañe a Navarra destaca especialmente:
- El Gran Priorado de Navarra de la Orden de San Juan de Jerusalén, de 1957. Esta publicación fue su tesis doctoral, en dos volúmenes. Sobre este trabajo destacaba José María Lacarra «la nutrida serie de documentos aquí recogida constituye un material de primer orden para el estudio de las clases serviles y en general de las clases sociales en Navarra; ... y el historiador de la lengua se encontrará con la más espléndida y variada serie de textos para estudiar el romance navarro y en ocasiones el provenzal».[1]

Además de numerosos artículos, destacan sus colaboraciones en obras colectivas en este mismo campo de la Orden de San Juan como:
- 1989: La Orden de San Juan de Jerusalén en Navarra: siglo XIV[6]
- 1990: El régimen de las encomiendas en documentos sanjuanistas del siglo XIV[7]

Y en el ámbito de la Paleografía, Cronología y la Diplomática son dignas de destacar:
- 1954: Contribución a la sigilografía navarra del siglo XIII. En Revista de Archivos, Bibliotecas y Museos, tomo LX-2 de julio-diciembre.
- 1957: Catálogo de los pergaminos de la catedral de Oviedo. Oviedo, Instituto de Estudios Asturianos.
- 1962: Colección de documentos de la Catedral de Oviedo. Oviedo, Instituto de Estudios Asturianos.
- 1962: "Sancta Ovetensis" : la catedral de Oviedo, centro de vida urbana y rural en los siglos XI al XIII.  Madrid, Consejo Superior de Investigaciones Científicas, Escuela de Estudios Medievales.
- 1976. Archivo parroquial de San Cernin de Pamplona. Colección diplomática hasta 1400. Pamplona. Diputación Foral de Navarra. Serie "Textos medievales" ISBN 978-84-235-0030-7
- 1976. Cronología (Edad Media). Ediciones Universidad de Navarra (EUNSA). ISBN 9788431300555
- 1983. Los documentos de los Reyes de Pamplona en el siglo XI. En «Folia Budapestina», pp. 7-22. ISBN 84-00-05294-3
- 1984: Las glosas emilianenses. Edición y estudio. Logroño, Instituto de Estudios Riojanos. Colección "Bibliteca de Temas Riojanos", 54. ISBN 84-85242-31-9.[8]
- 1987. La confirmación de privilegios reales a partir del siglo XV[9]
- 1988. Cisma en la Cancillería Real de Navarra. Artículo presentado en el II Congreso Mundial Vasco.[10]
- 1989. Auctoritas et potestas: territorialidad del notariado en el Reino de Navarra[11]
- 1990. Documentos navarros en lengua occitana. «Fuentes documentales medievales del País Vasco». Sociedad de Estudios Vascos. ISBN 84-87471-12-9
- 1990. Consideraciones sobre la datación de códices en escritura visigótica.[12]
- 1998. La datación histórica. EUNSA.[13]